# 尹胎鎬
尹胎鎬（韓語：윤태호，1969年—），生於韓國光州廣域市，為韓國著名的男性漫畫家，1988年加入許英萬門下，並於1993年以《非常著陸》出道為漫畫家。此後，他陸續發表了《燕氏別曲》、《YAHOO》、《水上的孩子們》、《羅曼史》、《內部者們》等多樣題材漫畫作品，現任世宗大學動漫學系教授。
尹胎鎬以《YAHOO》獲得韓國文化觀光部「我們的漫畫」獎，並以《羅曼史》獲得文化觀光部大韓民國出版漫畫大賞著作獎。此后，尹胎鎬的第一部網路漫畫《苔蘚》獲得了文化觀光部大韓民國漫畫大賞優秀獎、富川漫畫大賞一般漫畫獎、第一屆大韓民國文化內容獎漫畫部門總統獎等獎項。
其中《未生》獲得了2012年文化體育觀光部「今日的我們」漫畫獎、2012年大韓民國資訊大賞漫畫部門總統獎、2013年大韓民國國會大賞今年的漫畫獎，並改編成電視劇，由任時完 、姜素拉及李聖旻多位主演，於2014年於tvN電視台播出。

## 外部連結
- 漫画作家尹胎镐谈《未生》走红心经 （页面存档备份，存于）
- 苔蘚 （页面存档备份，存于）